# ماکسول، شهرستان مورگان، ایندیانا
ماکسول (به انگلیسی: Maxwell) یک منطقهٔ مسکونی در ایالات متحده آمریکا است که در شهرستان مورگان، ایندیانا واقع شده‌است. ماکسول ۱۸۶ متر بالاتر از سطح دریا واقع شده‌است.